# M134 Minigun
L'M134 o Minigun è una mitragliatrice a canne rotanti con un'elevata cadenza di tiro, dai 2.000 ai 6.000 colpi al minuto (che la rendono una delle mitragliatrici di supporto più rapide in assoluto), destinata ad essere utilizzata a bordo degli elicotteri da combattimento.

## Sviluppo
È stata sviluppata dal concetto della Gatling, ed il termine "mini" la distingue dall'M61 Vulcan. L'elevata capacità del caricatore e l'alto ritmo di fuoco la rendono adatta al contrasto di veicoli e simili.

## Impiego
È possibile trovarla a bordo di diversi elicotteri, tra cui: Aérospatiale SA 341 Gazelle, MD Helicopters MD 500, Bell UH-1 Iroquois, Bell AH-1 Cobra, Sikorsky S-70, HH101A Caesar e, per missioni SMI (Slow Movers Interceptor) anche sui Sikorsky S-61 (HH-3F).
Storicamente non fu montata solo su aeromobili, ma anche su alcuni veicoli da combattimento, come ad esempio sul V-100/300 Commando e su alcuni pattugliatori ed unità navali leggere.